# Сибранди, Сандер
Сандер Юлиан Сибранди (нидерл. Sander Julian Sybrandy; род. 31 марта 2004, Зютфен, Гелдерланд) — нидерландский футболист, вингер клуба «Твенте».

## Клубная карьера
Сибранди — воспитанник клуба «Твенте». В сентябре 2022 года подписал контракт с «Твенте» до середины 2025 года с возможностью продления ещё на один год. 11 марта 2023 года в матче против ситтардской «Фортуны» он дебютировал в Эредивизи. Летом 2024 года Сибранди на правах аренды перешёл в финский «Ильвес». 14 сентября в матче против «Хака» он дебютировал в Вейккауслиге.